# Marco Casambre
Marco Casambre (Quezon City, 18 dicembre 1998) è un calciatore filippino, difensore del Kaya-Iloilo.

## Carriera

### Club
Nel 2019 firma un contratto con il Chainat.

### Nazionale
Ha debuttato in nazionale il 25 ottobre 2016, in Filippine-Thailandia (0-1), partita valida per il Campionato dell'ASEAN.

## Palmarès

### Club

#### Competizioni nazionali
- Football League (Filippine): 2

Kaya–Iloilo: 2023, 2024